# Moutier
Moutier (zastarale německy Münster) je obec (malé město) v okrese Bernský Jura v kantonu Bern ve Švýcarsku, jehož je největším sídlem. Žije zde přibližně 7 400 obyvatel.
Na základě výsledků referenda z roku 2021 přejde k 1. lednu 2026 obec Moutier z kantonu Bern do kantonu Jura.

## Geografie

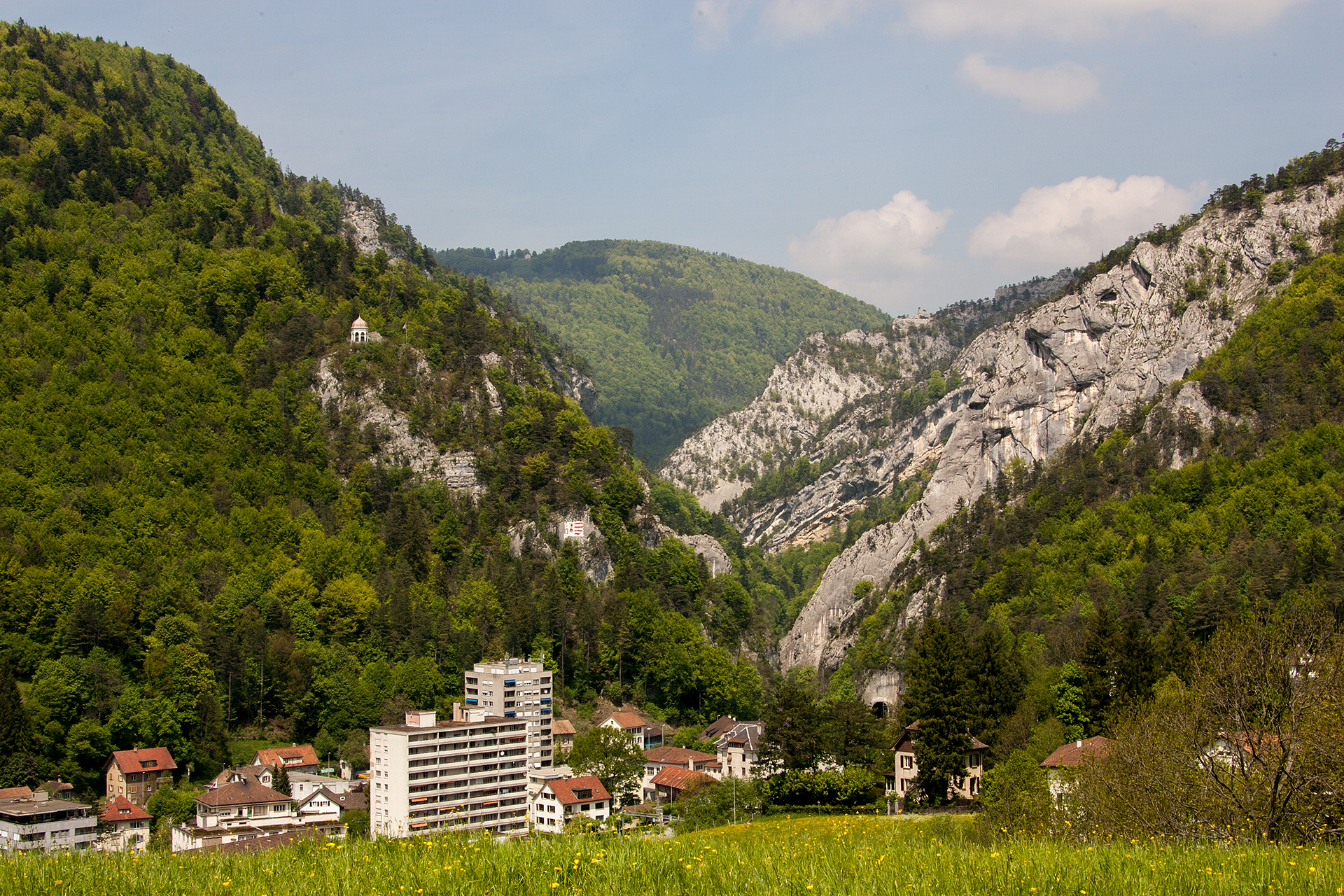
Soutěska Gorges de Moutier

Moutier leží v nadmořské výšce 535 metrů, vzdušnou čarou 10 km jižně od hlavního města kantonu Jura, Delémontu. Obec se rozkládá v Jurovi, v moutierské údolní kotlině, která nese také název Grand Val, po obou březích řeky Birs nad ústím potoka Raus a na přilehlých svazích. Birs protíná Grand Val od jihu k severu napříč řetězovou strukturou Jury a vytváří nad i pod Moutierem výrazné soutěsky.
Území obce o rozloze 19,5 km² pokrývá západní část moutierské údolní kotliny. Na jihu zasahuje území až k hřebeni řetězce Graitery, který s výškou 1270 m n. m. tvoří nejvyšší bod Moutier. Hustě zalesněný severní svah Graitery je velmi strmý a má vápencové skalní pásy. Západně od Graitery se nacházejí soutěsky Gorges de Court, které prorážejí antiklinálu Graitery a poskytují přesný přehled o struktuře záhybů tohoto masivu. Na krajním jihozápadě dosahuje katastr Moutier až na Mont Girod (1037 m n. m.).
Severně od Moutier se nachází Gorges de Moutier, další typická soutěska s impozantními vápencovými skalami; řeka Birs zde proráží antiklinálu Mont Raimeux. Severní hranice Moutier vede po severním okraji této soutěsky na skalnatém hřebeni Arête du Raimeux, který dosahuje výšky 1000 m n. m. na západním svahu Mont Raimeux. Na severozápadě se obec rozkládá na širokém návrší Montagne de Moutier (až 1169 m n. m. u Les Clos), které je protkáno několika závrty. Nacházejí se zde rozsáhlé jurské vysokohorské pastviny s typickými mohutnými smrky stojícími buď jednotlivě, nebo ve skupinách. Na severozápadě zasahuje oblast úzkým zákoutím do povodí potoka Soulce a na antiklinálu Le Mont, která tvoří jižní hranici Delémontské pánve. V roce 1997 tvořila 12 % rozlohy obce zastavěná plocha, 56 % lesy a lesní porosty, 31 % zemědělské plochy a něco málo přes 1 % neproduktivní půda.
K obci Moutier patří vesnice Les Clos (1115 m n. m.) na hoře Montagne de Moutier a četné jednotlivé farmy. Sousedními obcemi Moutier jsou Perrefitte, Champoz, Court, Eschert, Belprahon a Roches v kantonu Bern a Châtillon a Haute-Sorne v kantonu Jura.

## Historie

Moutier (1931)

V římské době nebyly soutěsky Moutier a Court ještě průchodné. Římská cesta proto vedla z Col de Pierre Pertuis přes údolí Vallée de Tavannes a dále přes sedlo Champoz, sledovala masiv Grand Val do Crémines a poté vedla přes Vermes do Delémontské kotliny. Na místě dnešního města Moutier však neexistuje žádný doklad o římském osídlení.
Vývoj obce Moutier je úzce spjat s opatstvím Moutier-Grandval. Kolem opatství se ve vrcholném středověku vyvinula vesnice Moutier, kterou spravoval rychtář. Na počátku 15. století uzavřel tento fojt hradní práva s Basilejí a Solothurnem. V roce 1486 vznikl spor o volbu probošta, do kterého se vložil Bern a snažil se jej zprostředkovat. To byl počátek vlivu Bernu na jižní části Jury. Moutier také uzavřel s Bernem hradní listinu, která byla v následujícím období třináctkrát obnovena. V důsledku toho basilejské knížecí biskupství postupně ztrácelo moc nad oblastí Prévôté. V roce 1706 se opatství pod vedením Henriho Visarda úspěšně vzbouřilo proti knížeti-biskupovi a zavedlo vlastní ústavu.
V roce 1797 bylo Prévôté dobyto francouzskými vojsky a připojeno k Francii. Moutier původně patřil k départementu Mont-Terrible, který byl v roce 1800 připojen k départementu Haut-Rhin. Rozhodnutím Vídeňského kongresu v roce 1815 skončila francouzská nadvláda a město připadlo kantonu Bern, přičemž území bývalého proboštství bylo spojeno do okresu Moutier. Na konci 19. století a v průběhu 20. století několikrát vzniklo napětí mezi menšinou francouzsky mluvících obyvatel Bernského Jury a převážně německy mluvícím kantonem Bern. V roce 1893 získal Bernský Jura určitou autonomii. Od roku 1950 se Moutier oficiálně nazývá městem.
V otázce Jury se obyvatelé Moutier 23. června 1974 poměrně těsným rozdílem rozhodli zůstat součástí kantonu Bern. Ve volbách v roce 1982 se většinová situace změnila a voliči zvolili projurského starostu, který požadoval připojení Moutier k nově vzniklému kantonu Jura. Přesto těsná většina voličů v poradním hlasování v roce 1998 připojení ke kantonu Jura odmítla. O sjednocení jižního Jury s kantonem Jura se stále diskutovalo. V referendu o institucionální budoucnosti Bernského Jury, které se konalo 24. listopadu 2013, byl Moutier jedinou obcí v Bernském Jurovi, v níž většina voličů vhodila do urny „ano“, čímž vyjádřila podporu jednání o vytvoření nového společného kantonu Jura.

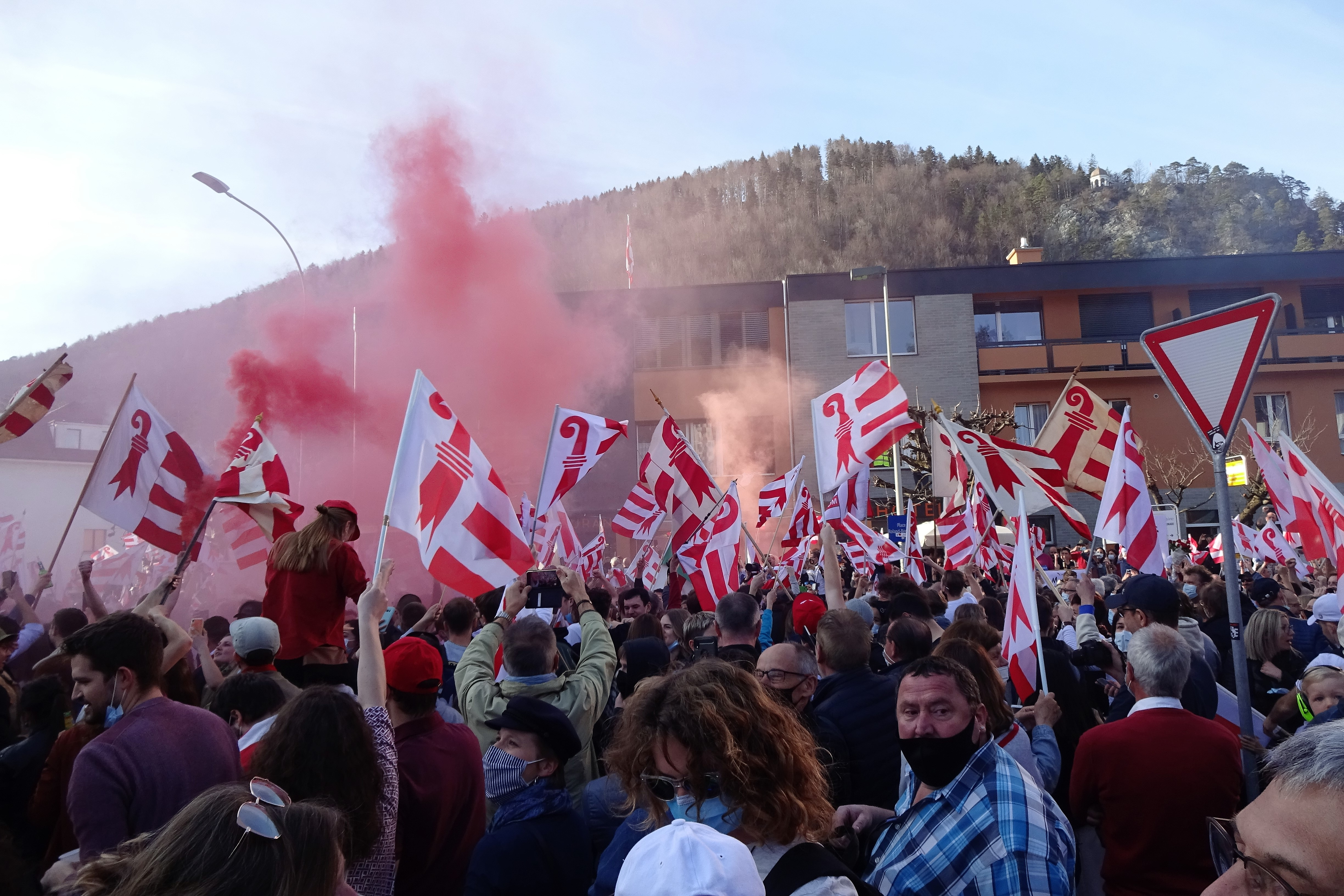
Separatisté oslavují „Ano změně na kanton Jura“ na náměstí Rolanda Béguelina před radnicí v Moutier (28. března 2021)

Dne 18. června 2017 se v obci hlasovalo o tom, zda zůstane v kantonu Bern, nebo přejde do kantonu Jura. Při volební účasti 88 % se voliči vyslovili pro změnu kantonu poměrem hlasů 2067 (51,7 %) ku 1930 (48,3 %). 5. listopadu 2018 prohlásil úřad zemského hejtmana Bernského Jury hlasování za neplatné na základě stížností na nesrovnalosti v průběhu hlasování. To vedlo 9. listopadu k rozsáhlé protestní demonstraci voličů, podporujících přechod do kantonu Jura. 29. srpna 2019 správní soud kantonu Bern neplatnost hlasování potvrdil. Dne 12. září 2019 se „projurští“ voliči rozhodli, že se nebudou obracet na Spolkový soud, aby mohlo co nejdříve proběhnout nové hlasování.
28. března 2021 proběhlo druhé hlasování, přičemž celou proceduru doprovázely a monitorovaly spolkové orgány, což je ve Švýcarsku ojedinělá událost. Výsledek byl ještě jednoznačnější ve prospěch změny kantonu, a to v poměru 2114 (54,9 %) ku 1740 hlasům (45,1 %). Obec se přejde do kantonu Jura na začátku roku 2026. Za tímto účelem má být dohoda o změně kantonu předložena voličům kantonů Bern a Jura k referendu. Pokud budou oba kantony souhlasit, musí změnu kantonu schválit Spolkové shromáždění, aby mohla být realizována. Proti výsledku hlasování nebylo podáno žádné odvolání. Odvolání podané před hlasováním je však stále v řízení. Kromě toho byly v souvislosti s hlasováním 28. března 2021 podány dvě stížnosti.
V březnu 2023 oznámila spolková vláda, že obě kantonální vlády (Bernu a Jury) dosáhly dohody v otázce finančního vyrovnání.

## Obyvatelstvo
| Vývoj počtu obyvatel | Vývoj počtu obyvatel | Vývoj počtu obyvatel | Vývoj počtu obyvatel | Vývoj počtu obyvatel | Vývoj počtu obyvatel | Vývoj počtu obyvatel | Vývoj počtu obyvatel | Vývoj počtu obyvatel | Vývoj počtu obyvatel | Vývoj počtu obyvatel | Vývoj počtu obyvatel |
| -------------------- | -------------------- | -------------------- | -------------------- | -------------------- | -------------------- | -------------------- | -------------------- | -------------------- | -------------------- | -------------------- | -------------------- |
| Rok                  | 1850                 | 1900                 | 1910                 | 1930                 | 1950                 | 1960                 | 1970                 | 1980                 | 1990                 | 2000                 | 2020                 |
| Počet obyvatel       | 917                  | 3088                 | 4164                 | 4704                 | 5916                 | 7472                 | 8794                 | 7959                 | 7860                 | 7701                 | 7402                 |

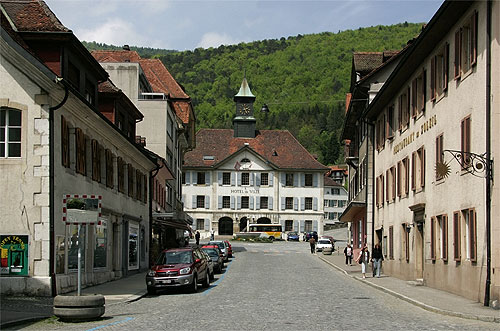
Centrum města

Moutier je se 7262 obyvateli (k 31. prosinci 2021) s odstupem největší obcí v Bernském Jurovi. Z celkového počtu obyvatel je 86,5 % francouzsky mluvících, 3,9 % německy mluvících a 3,6 % italsky mluvících (k roku 2000). Obyvatelstvo Moutier vykazovalo velké přírůstky, zejména kolem poloviny 20. století. Po dosažení nejvyššího počtu kolem roku 1970 došlo v následujícím desetiletí v důsledku hospodářské krize k poklesu počtu obyvatel o zhruba deset procent. Od roku 1980 je rovněž patrný celkový klesající trend, avšak mnohem pomalejším tempem.

## Hospodářství
Moutier se kolem poloviny 19. století vyvinul v průmyslovou obec. Industrializace začala v roce 1840 založením sklárny a brzy poté následoval hodinářský průmysl. Velký hospodářský rozmach nastal se založením továrny na obráběcí stroje Tornos. V posledním desetiletí 19. století pomohla tato společnost a její konkurenti dosáhnout významu, který daleko přesáhl region Jura.
Výroba obráběcích strojů, textilní a sklářský průmysl, stejně jako strojírenství a přesné strojírenství patří dosud k nejdůležitějším odvětvím města. Četná pracovní místa jsou také v sektoru služeb, zatímco zemědělství stále zaměstnává přibližně 2 procenta pracovní síly.

## Doprava

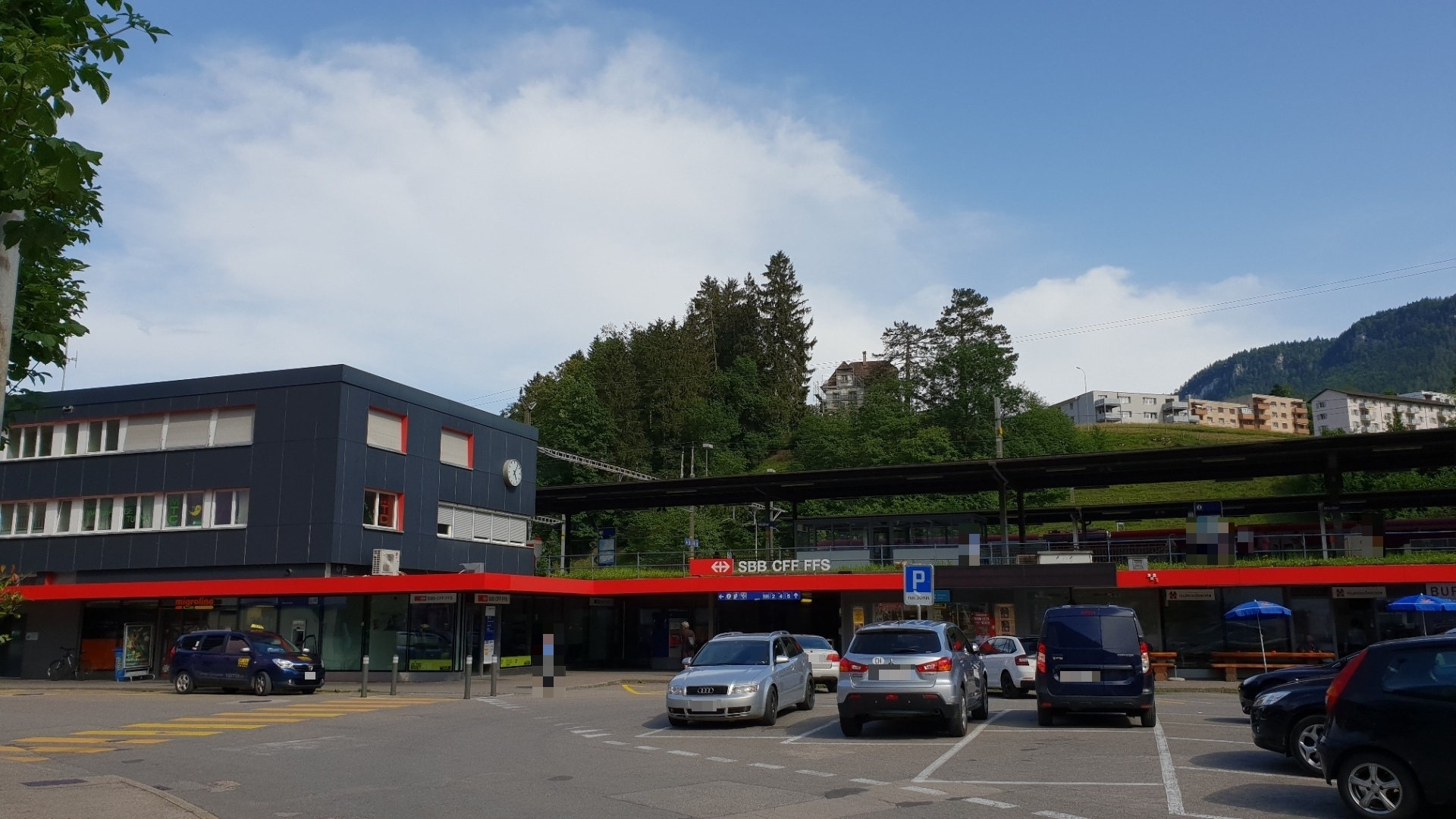
Železniční stanice Moutier

Obec má dobré dopravní spojení. Leží na hlavní silnici z Basileje a Delémontu do Bielu, z níž v Moutier odbočuje silnice do Balsthalu. Dálnice A16 obchází obec z východní a jižní strany a nabízí dva sjezdy. Napojuje Moutier na švýcarskou státní silniční síť i na francouzskou dálniční síť.
Moutier je také důležitým železničním uzlem na trati Basilej – Biel/Bienne, vedoucí přes Juru. Dne 16. prosince 1876 byla otevřena první trať z Delémontu do Moutier. O pět měsíců později, 24. května 1877, následovalo pokračování do Courtu. Dne 1. května 1908 byla slavnostně otevřena trať Moutier–Solothurn tehdejší společnosti Solothurn-Münster-Bahn (dnes součást BLS AG). Poté byl vybudován 8 kilometrů dlouhý tunel Grenchenberg, který prochází pod dvěma jurskými masivy a vede z Moutier přímo do Grenchenu na Švýcarské plošině. Slavnostní otevření se uskutečnilo 1. října 1915.
Autobusové linky z Moutier do Eschertu a Belprahonu, do Souboz a do Delémontu zajišťují veřejnou dopravu do okolních obcí.